# Марек Яндолович
Марек Яндолович, ксьондз Марек, а також Марек Яндович (нар. 1713, Львів — 1799, Березівка біля Любар, Волинь) — кармеліт, проповідник, харизматичний духовний лідер Барської конфедерації.

## Життєпис
Походив із львівської родини середнього класу. У 1734 році приєднався до ордена вісцеральних кармелітів. У 1744 році був висвячений на священника. Духовно виріс у монастирі в Бердичеві та став проповідником. Його унікальні проповідницькі здібності, здібності зцілювати та манера спілкування з вірними привели до того, що його вважали чудотворцем та святим на Поділлі. Він оголосив неминуче падіння Станіслава Августа Понятовського. У 1759 році став настоятелем монастиря кармелітів у Барі. Разом з Юзефом Пулаським підготував Барську конфедерацію, ставши її духовним лідером. У Барі заснував Лицарський орден лицарів Святого Хреста, головною метою якого було захищати католицьку віру. 19 червня 1768 року, з хрестом у руці, він виступив проти нападу Росії на Бар, тим самим піднявши моральний дух міста. Після падіння фортеці його побили козаки та відправили як надзвичайно небезпечного до київської в'язниці, де він пробув шість років. Катерина II сама вирішила про його подальшу долю. У вересні 1773 року був звільнений за амністією та став настоятелем у Барі. У 1786 році він зупинявся у Варшаві, в монастирі кармелітів у Лешно. Під час зустрічі з нунцієм він обманув, що брав участь у русі Барської конфедерації. Під час повстання Костюшка благословив бригаду генерала Юзефа Копчія.
Похований у підземеллі костелу Пресвятої Діви Марії та монастиря кармелітів у Городищі на Волині, його могила стала місцем паломництва. Після Листопадового повстання російська влада закрила монастир. Його костел був перетворений на православну парафіяльну церкву. У 1858 році там було засновано жіночий монастир Різдва Божої Матері. Вхід у підземелля на той час був огороджений стінами.
Вважається, що він є автором «Пророцтва для Польщі» або «Пророцтва о. Марека», написаного у 1763 чи 1767 роках. У цій месіанській поемі передвіщаються катастрофи для Польщі, з яких вона відродиться, як Фенікс з попелу, і стане гордістю Європи. Його персонаж став натхненником для романтичної літератури. Досить згадати лише «Пророцтво о. Марека» Северина Гощинського (1833) та містична драма Юліуша Словацького «Ксьонз Марек» (1843). Фігура священника Марека також з'являється на початку поезії Словацького в поемі «Беньовські».
Портрет священника Марека знаходиться в монастирі капуцинів у Новому Мясті над Пилицею.